# 長球面坐標系

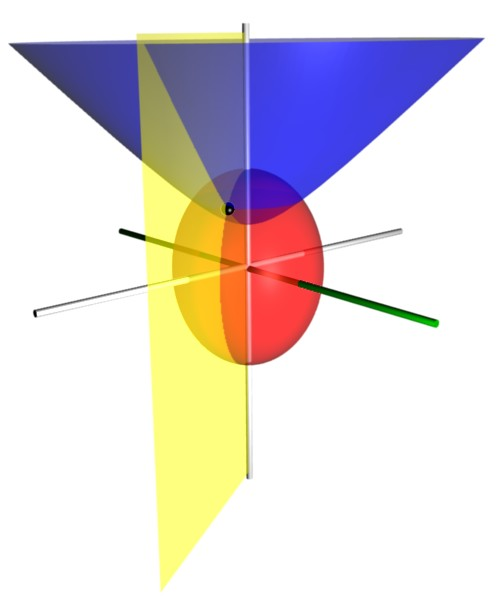
圖 1 ）長球面坐標系的幾個坐標曲面。紅色長球面的 。藍色半個雙葉雙曲面的 。黃色半平面的 （黃色半平面與 xz-半平面之間的二面角角度是 ）。z-軸是垂直的，以白色表示。 x-軸以綠色表示。三個坐標曲面相交於點 P （以黑色的圓球表示），直角坐標大約為 。

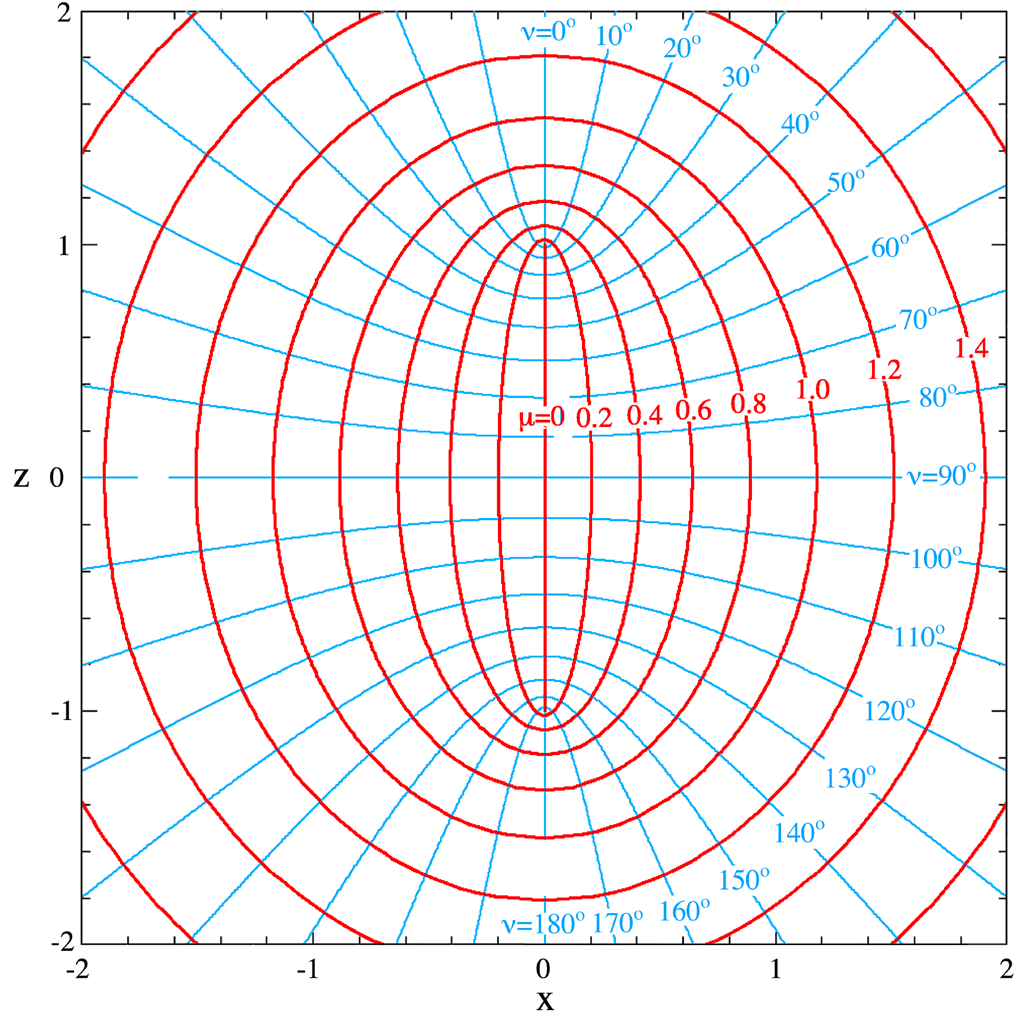
圖 2 ）兩個焦點在 z-軸的橢圓坐標系繪圖。横軸是 x-軸，豎軸是 z-軸。紅色橢圓（ -等值線）變成上圖的紅色長球面（ 坐標曲面），而 青藍色雙曲線（ -等值線）則變成藍色雙葉雙曲面（ 坐標曲面）。

長球面坐標系（英語：Prolate spheroidal coordinates）是一種三維正交坐標系。設定二維橢圓坐標系包含於 xz-平面；兩個焦點 {\displaystyle F_{1}} 與 {\displaystyle F_{2}} 的直角坐標分別為 {\displaystyle (0,\ 0,\ -a)} 與 {\displaystyle (0,\ 0,\ a)} 。將橢圓坐標系繞著 z-軸旋轉，則可以得到長球面坐標系。（假若，繞著 y-軸旋轉，則可以得到扁球面坐標系。）橢圓坐標系的兩個焦點，包含於 z-軸。長球面坐標系可以被視為橢球坐標系的極限案例，其兩個最短的半軸的長度相同。

## 基本定義
在三維空間裏，一個點 P 的長球面坐標 {\displaystyle (\mu ,\ \nu ,\ \phi )} 常見的定義是
{\displaystyle x=a\ \sinh \mu \ \sin \nu \ \cos \phi } 、
{\displaystyle y=a\ \sinh \mu \ \sin \nu \ \sin \phi } 、
{\displaystyle z=a\ \cosh \mu \ \cos \nu } ；
其中，{\displaystyle \mu \geq 0} 是個實數，弧度 {\displaystyle 0\leq \nu \leq \pi } ，弧度 {\displaystyle 0\leq \phi \leq 2\pi } 。

### 坐標曲面
{\displaystyle \mu } 坐標曲面是長球面：
{\displaystyle {\frac {z^{2}}{a^{2}\cosh ^{2}\mu }}+{\frac {x^{2}+y^{2}}{a^{2}\sinh ^{2}\mu }}=\cos ^{2}\nu +\sin ^{2}\nu =1} 。
每一個長球面都是由橢圓繞著 z-軸旋轉形成的。橢球面與 xz-平面的相交，是一個橢圓。沿著 x-軸，橢圓的短半軸長度為 {\displaystyle a\sinh \mu } ，沿著 z-軸，橢圓的長半軸長度為 {\displaystyle a\cosh \mu } 。橢圓的焦點都包含於 z-軸，z-坐標分別為 {\displaystyle \pm a} 。
{\displaystyle \nu } 坐標曲面是半個旋轉雙葉雙曲面：
{\displaystyle {\frac {z^{2}}{a^{2}\cos ^{2}\nu }}-{\frac {x^{2}+y^{2}}{a^{2}\sin ^{2}\nu }}=\cosh ^{2}\mu -\sinh ^{2}\mu =1} 。
當 {\displaystyle \nu <\pi /2} 時，坐標曲面在 xy-平面以上；當 {\displaystyle \nu >\pi /2} 時，坐標曲面在 xy-平面以下。
{\displaystyle \phi } 坐標曲面是個半平面 ：
{\displaystyle x\sin \phi -y\cos \phi =0} 。

### 標度因子
長球面坐標 {\displaystyle \mu } 與 {\displaystyle \nu } 的標度因子相等：
{\displaystyle h_{\mu }=h_{\nu }=a{\sqrt {\sinh ^{2}\mu +\sin ^{2}\nu }}} 。
方位角 {\displaystyle \phi } 的標度因子為
{\displaystyle h_{\phi }=a\sinh \mu \ \sin \nu } 。
無窮小體積元素是
{\displaystyle dV=a^{3}\sinh \mu \ \sin \nu \ \left(\sinh ^{2}\mu +\sin ^{2}\nu \right)d\mu d\nu d\phi } 。
拉普拉斯算子是
{\displaystyle \nabla ^{2}\Phi ={\frac {1}{a^{2}\left(\sinh ^{2}\mu +\sin ^{2}\nu \right)}}\left[{\frac {\partial ^{2}\Phi }{\partial \mu ^{2}}}+{\frac {\partial ^{2}\Phi }{\partial \nu ^{2}}}+\coth \mu {\frac {\partial \Phi }{\partial \mu }}+\cot \nu {\frac {\partial \Phi }{\partial \nu }}\right]+{\frac {1}{a^{2}\sinh ^{2}\mu \sin ^{2}\nu }}{\frac {\partial ^{2}\Phi }{\partial \phi ^{2}}}} 。
其它微分算子，像 {\displaystyle \nabla \cdot \mathbf {F} } ， {\displaystyle \nabla \times \mathbf {F} } ，都可以用 {\displaystyle (\mu ,\ \nu ,\ \phi )} 坐標表示，只要將標度因子代入在正交坐標系條目內對應的一般公式。

### 應用
當邊界條件涉及長球面時，長球面坐標時常可以用來解析偏微分方程式。例如，位置分別在 z-軸兩個焦點的電子，會產生怎樣的靜電場？一個關於氫離子 {\displaystyle H_{2}^{+}} 的問題是，當移動於兩個正價的原子核中間時，一個電子的波函數是什麼？另外一個很實際的問題是，兩個小電極尖端之間的電場是什麼？極限案例包括一根電線段 ({\displaystyle \mu =0}) 產生的電場，缺了一線段的一根電線 ({\displaystyle \nu =0}) 產生的電場。

## 第二種表述

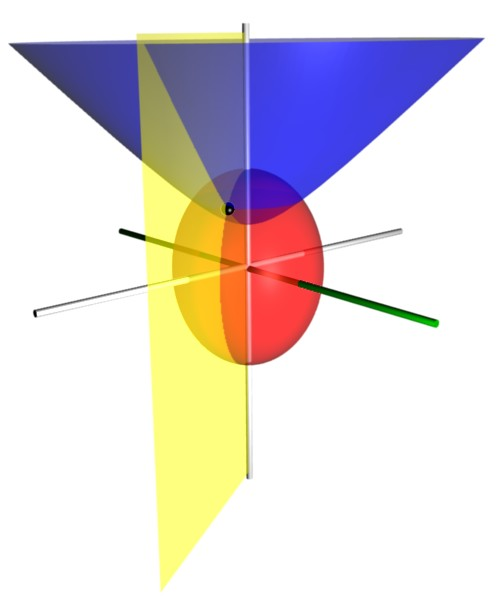
圖 3 ）第二種長球面坐標系 的三個坐標曲面。紅色長球面的 坐標曲面。藍色半個旋轉雙曲面的 坐標曲面 。黃色半平面的 坐標曲面 （黃色半平面與 xz-半平面之間的二面角角度是 ）。z-軸是垂直的，以白色表示。 x-軸以綠色表示。三個坐標曲面相交於點 P （以黑色的圓球表示）。直角坐標大約為 。

另外，還有一種比較有幾何直覺性的扁球面坐標系 {\displaystyle (\sigma ,\ \tau ,\ \phi )} ：
{\displaystyle \sigma =\cosh \mu } 、
{\displaystyle \tau =\cos \nu } 、
{\displaystyle \phi =\phi } 。
其中，{\displaystyle \sigma \geq 1} 是個實數，{\displaystyle 1\geq \tau \geq -1} 是個實數，弧度 {\displaystyle 0\leq \phi \leq 2\pi } 。
與扁球面坐標系不同，長球面坐標系並沒有簡併。在三維空間裏，長球面坐標系與直角坐標有一一對應關係:
{\displaystyle x=a{\sqrt {\left(\sigma ^{2}-1\right)\left(1-\tau ^{2}\right)}}\cos \phi } 、
{\displaystyle y=a{\sqrt {\left(\sigma ^{2}-1\right)\left(1-\tau ^{2}\right)}}\sin \phi } 、
{\displaystyle z=a\ \sigma \ \tau } 。

### 坐標曲面
{\displaystyle \sigma } 坐標曲面是長球面：
{\displaystyle {\frac {z^{2}}{a^{2}\sigma ^{2}}}+{\frac {x^{2}+y^{2}}{a^{2}(\sigma ^{2}-1)}}=1} 。
每一個長球面都是由橢圓繞著 z-軸旋轉形成的。橢球面與 xz-平面的相交，是一個橢圓。沿著 x-軸，橢圓的短半軸長度為 {\displaystyle a{\sqrt {\sigma ^{2}-1}}} ，沿著 z-軸，橢圓的長半軸長度為 {\displaystyle a\sigma } 。橢圓的焦點都包含於 z-軸，z-坐標分別為 {\displaystyle \pm a} 。
{\displaystyle \tau } 坐標曲面是半個旋轉雙曲面：
{\displaystyle {\frac {z^{2}}{a^{2}\tau ^{2}}}-{\frac {x^{2}+y^{2}}{a^{2}(1-\tau ^{2})}}=1} 。
當 {\displaystyle \tau >0} 時，坐標曲面在 xy-平面以上；當 {\displaystyle \tau <0} 時，坐標曲面在 xy-平面以下。
{\displaystyle \phi } 坐標曲面是個半平面 ：
{\displaystyle x\sin \phi -y\cos \phi =0} 。
任何一點 P 與焦點 {\displaystyle F_{1}} ，{\displaystyle F_{2}} 的距離 {\displaystyle d_{1}} ，{\displaystyle d_{2}} ，可以一個很簡單的公式表示：
{\displaystyle d_{1}+d_{2}=2a\sigma } 、
{\displaystyle d_{1}-d_{2}=2a\tau } 。
所以，點 P 與焦點 {\displaystyle F_{1}} 的距離 {\displaystyle d_{1}} 是 {\displaystyle a(\sigma +\tau )} ，點 P 與焦點 {\displaystyle F_{2}} 的距離 {\displaystyle d_{2}} 是 {\displaystyle a(\sigma -\tau )} 。（回想 {\displaystyle F_{1}} ，{\displaystyle F_{2}} 都是在 z-軸，分別位於 {\displaystyle z=-a} ，{\displaystyle z=+a} 。）

### 標度因子
第二種長球面坐標 {\displaystyle (\sigma ,\ \tau ,\ \phi )} 的標度因子分別為:
{\displaystyle h_{\sigma }=a{\sqrt {\frac {\sigma ^{2}-\tau ^{2}}{\sigma ^{2}-1}}}} 、
{\displaystyle h_{\tau }=a{\sqrt {\frac {\sigma ^{2}-\tau ^{2}}{1-\tau ^{2}}}}} 、
{\displaystyle h_{\phi }=a{\sqrt {\left(\sigma ^{2}-1\right)\left(1-\tau ^{2}\right)}}} 。
無窮小體積元素是
{\displaystyle dV=a^{3}\left(\sigma ^{2}-\tau ^{2}\right)d\sigma d\tau d\phi } 。
拉普拉斯算子是
{\displaystyle \nabla ^{2}\Phi ={\frac {1}{a^{2}\left(\sigma ^{2}-\tau ^{2}\right)}}\left\{{\frac {\partial }{\partial \sigma }}\left[\left(\sigma ^{2}-1\right){\frac {\partial \Phi }{\partial \sigma }}\right]+{\frac {\partial }{\partial \tau }}\left[\left(1-\tau ^{2}\right){\frac {\partial \Phi }{\partial \tau }}\right]\right\}+{\frac {1}{a^{2}\left(\sigma ^{2}-1\right)\left(1-\tau ^{2}\right)}}{\frac {\partial ^{2}\Phi }{\partial \phi ^{2}}}} 。
其它微分算子，像 {\displaystyle \nabla \cdot \mathbf {F} } ， {\displaystyle \nabla \times \mathbf {F} } ，都可以用 {\displaystyle (\mu ,\ \nu ,\ \phi )} 坐標表示，只要將標度因子代入在正交坐標系條目內對應的一般公式。

### 應用
如同球坐標解答的形式為球諧函數，拉普拉斯方程可以用分離變數法來求解，得到形式為長扁球諧函數的答案。假若，邊界條件涉及長球面，我們可以優先選擇這方法來解析。